# 銭村健三
銭村 健三（ぜにむら けんぞう、1927年5月16日 - 2018年12月13日）は、アメリカ合衆国ハワイ準州（Territory of Hawaii）出身のプロ野球選手（外野手、投手）。日系二世。愛称は「ハワード」。

## 来歴・人物
父は広島出身の日系人で「日系人野球の父」と呼ばれた銭村健一郎。現在、高校野球の応援歌としてよく使われる立教大学の第2応援歌「St. Paul’s Will Shine Tonight」は、1927年に日本に遠征したケンイチ率いるフレズノ・アスレチッククラブ（フレスノ野球団）によって立教大学に伝承されたもの。
3人兄弟の次男で、兄は東洋工業サッカー部に在籍した銭村健次、弟は広島カープに在籍した銭村健四。父・健一郎がカリフォルニア州フレズノにあった「フレズノ・アスレチッククラブ（フレスノ野球団）」でプレーしていた時に生まれる。なおプロ野球関連資料ではハワイ準州出身と記載されているため、検証可能性の観点からそれに従う。池井優著『ハロー、マニエル、元気かい プロ野球外人選手列伝②』には、長男・健次はハワイホノルルで生まれたと書かれているが、健三、健四の出生地がどこかはっきり書かれていない。ただ健次がハワイの祖父母宅にいた頃、生後8ヶ月の健四に会ったという記述が見られるため、三兄弟は母がホノルルに帰って産んだのかも知れない。
第二次世界大戦中には日系人であったことから、アメリカ合衆国政府によりアリゾナ州のヒラ・リバー強制収容所に一家で入れられていた。そこで他の日系人収容者と共に野球場を造ったという。収容所時代は年齢が満たず、兵役に服することはなかったが、年齢が達すると第二次大戦の後始末で徴兵された。健三はアメリカ国内勤務に就いた。
1953年途中、広島カープに弟・健四、同じく日系二世の光吉勉と共に来日し弟と共に広島市民から熱烈な歓迎を受け入団（三人のカープ入団の経緯は銭村健四を参照）。ハワイで教職についていた 為、夏休みの終わる9月までしか在籍せず帰国。本人曰く「夏休みを利用してアルバイトに来た」だけ。
特に活躍もなく、短期間で去ったため「日本に来たのは観光旅行目的では?」との見方さえあった。
帰国後もフレズノの中学で長く教鞭をとり1984年11月、アメリカの少年野球チームを連れて日本遠征に来るなどした。
健四は2000年に亡くなった。
2018年12月13日11時30分（現地時間）、前立腺がんの合併症のため、カリフォルニア州フレズノの自宅で死去。91歳没。

## 詳細情報

### 年度別打撃成績
| 年 度     | 球 団     | 試 合 | 打 席 | 打 数 | 得 点 | 安 打 | 二 塁 打 | 三 塁 打 | 本 塁 打 | 塁 打 | 打 点 | 盗 塁 | 盗 塁 死 | 犠 打 | 犠 飛 | 四 球 | 敬 遠 | 死 球 | 三 振 | 併 殺 打 | 打 率 | 出 塁 率 | 長 打 率 | O P S |
| --------- | --------- | ----- | ----- | ----- | ----- | ----- | -------- | -------- | -------- | ----- | ----- | ----- | -------- | ----- | ----- | ----- | ----- | ----- | ----- | -------- | ----- | -------- | -------- | ----- |
| 1953      | 広島      | 10    | 8     | 8     | 0     | 0     | 0        | 0        | 0        | 0     | 0     | 0     | 0        | 0     | 0     | 0     | 0     | 0     | 2     | 0        | .000  | .000     | .000     | .000  |
| 通算：1年 | 通算：1年 | 10    | 8     | 8     | 0     | 0     | 0        | 0        | 0        | 0     | 0     | 0     | 0        | 0     | 0     | 0     | 0     | 0     | 2     | 0        | .000  | .000     | .000     | .000  |

### 年度別投手成績
| 年 度     | 球 団     | 登 板 | 先 発 | 完 投 | 完 封 | 無 四 球 | 勝 利 | 敗 戦 | セ 丨 ブ | ホ 丨 ル ド | 勝 率 | 打 者 | 投 球 回 | 被 安 打 | 被 本 塁 打 | 与 四 球 | 敬 遠 | 与 死 球 | 奪 三 振 | 暴 投 | ボ 丨 ク | 失 点 | 自 責 点 | 防 御 率 | W H I P |
| --------- | --------- | ----- | ----- | ----- | ----- | -------- | ----- | ----- | -------- | ----------- | ----- | ----- | -------- | -------- | ----------- | -------- | ----- | -------- | -------- | ----- | -------- | ----- | -------- | -------- | ------- |
| 1953      | 広島      | 1     | 1     | 0     | 0     | 0        | 0     | 0     | 0        | --          | ----  | 12    | 1.2      | 3        | 0           | 4        | --    | 0        | 0        | 0     | 0        | 1     | 1        | 4.50     | 4.20    |
| 通算：1年 | 通算：1年 | 1     | 1     | 0     | 0     | 0        | 0     | 0     | 0        | --          | ----  | 12    | 1.2      | 3        | 0           | 4        | --    | 0        | 0        | 0     | 0        | 1     | 1        | 4.50     | 4.20    |

### 背番号
- 23 （1953年）